# Plymouth (Nebraska)
Plymouth falu az USA Nebraska államában, Jefferson megyében. Lakosainak száma 364 fő (2020. április 1.).

## Népesség
A település népességének változása:

| 2010 | 409 |
| 2020 | 364 |